# イオアニス・ザハリアス
イオアニス・ザハリアス（Ioannis Zacharias、ギリシャ語表記: Ιωάννης Ζαχαρίας、1845年 – 1873年ころ）は、ギリシャの画家である。ギリシャ独立後にドイツのミュンヘンで美術を学んだ「ギリシャ・ミュンヘン派」 に数えられるが、20代後半に精神疾患を発症し、精神病院で亡くなった。

## 略歴
アテネで生まれた。1859年からアテネの美術学校で学び、1866年に卒業すると1867年にミュンヘン美術院に入学しカール・フォン・ピロティに学んだ。ピロティの推薦で奨学金が得られるようになり、1873年のウィーン万国博覧会に作品を出展した。1873年に精神を病み、ギリシャ、ケルキラ島の精神病院に収容され、正確な没日は知られていないがそこで亡くなった。
風俗画や人物画を描いた。

## 作品

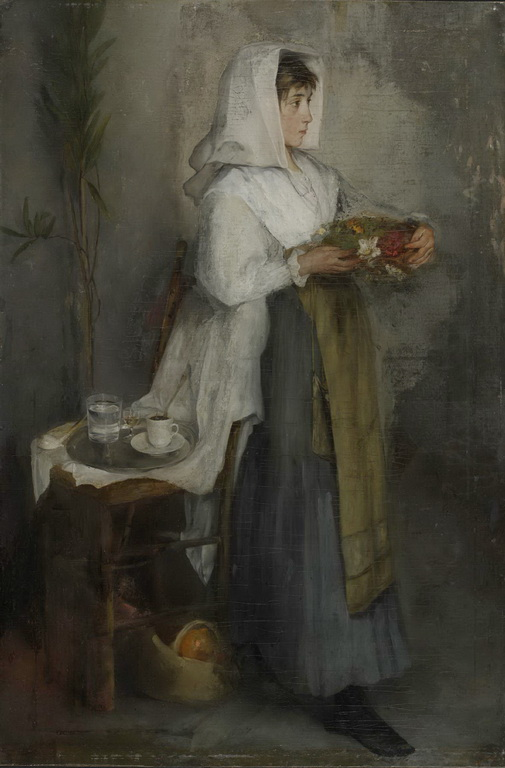
立っている女性　(1688)
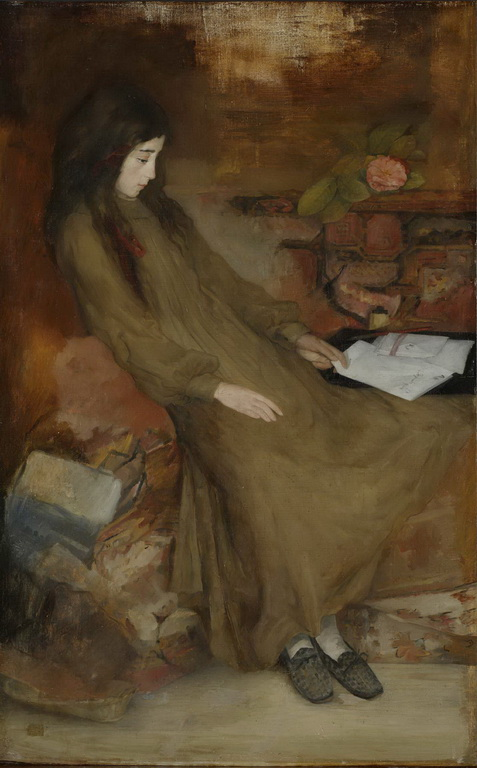
手紙 (1673)